# アリス・ボール
アリス・オーガスタ・ボール（英: Alice Augusta Ball、1892年7月24日 -  1916年12月31日）は、アフリカ系アメリカ人の化学者で、20世紀初頭最も有効なハンセン病治療だった「ボール式メソッド」("Ball Method") を開発した。ボールはハワイ大学で修士号を取得した初の女性かつ初のアフリカ系アメリカ人であり、同大学で女性初・アフリカ系アメリカ人初の化学教授となった。24歳の若さで亡くなり、死後、教授であった白人男性のアーサーがアリスの名を削除、全てを自身の手柄と偽り数々の賞を受賞をした。
1892年7月24日、ワシントン州シアトルでジェイムズ・プレスリー・ボールとローラ・ルイーズ・ボール夫妻 (James Presley and Laura Louise (Howard) Ball) の間に生まれた。4人きょうだいの一員で、上にウィリアム (William) とロバート (Robert) という兄2名がおり、更に妹のアディー (Addie) がいた。ボール家は中流階級の裕福な過程で、父は新聞『ザ・カラード・シチズン』紙の編集者、写真家、弁護士として働いていた。母も同じく写真家として働いていた。祖父のジェイムズ・プレスリー・ボールシニアも写真家で、ダゲレオタイプを使用した初めてのアフリカ系アメリカ人のひとりだった。これらの事実から、両親や祖父の写真への造詣がボール自身の化学への熱意をかきたてる理由になったのではとする研究者もいる（ダゲレオタイプでは水銀蒸気やヨウ素増感した銀板を使用するため）。アフリカ系アメリカ人のコミュニティにおいて有力者かつ代弁者だったにもかかわらず、ボールの両親は彼女の出生証明書に「白人」と記録されている。これは娘が偏見や人種差別に遭うのを減らそうと考え、白人社会に娘が順応できるようにと考えたのでは、とも言われている。
ボール一家は1903年にシアトルからホノルルへ移ったが、これは祖父の関節炎が温暖な気候でよくなればと考えてのことだった。祖父は移住直後に亡くなり、一家は1905年にはシアトルに戻ったため、ハワイ生活はわずか1年程度であった。シアトルに戻った後、ボールはシアトル高校に進み、科学で首席となった上、1910年に同校を卒業した。
ボールはワシントン大学で化学を専攻し、1912年に薬化学の学士、2年後の1914年に薬学の学士号を取得した。薬学分野の指導教員であるウィリアムズ・デン (Williams Dehn) と共に、彼女は米国化学会誌へ "Benzoylations in Ether Solution"（「エーテル溶液中でのベンゾイル化」）と題した10ページの論文を掲載した。このようなトップジャーナルに論文を投稿するのは、黒人女性としてのみならず、女性として当時まれな快挙であった。
卒業後ボールには多くの奨学金話が舞い込んだ。彼女はカリフォルニア大学バークレー校とカレッジ・オブ・ハワイ（現在のハワイ大学）の申し出を受けることにし、化学の修士号を取ることを決めた。カレッジ・オブ・ハワイにおける修士号論文は、カヴァ種の化学特性研究と関連していた。この研究と植物の化学構造に関する知識から、後に彼女はハリー・T・ホールマン（英: Harry T. Hollmann、ハワイ州公衆衛生局ハンセン病調査局の臨時副外科医）と共に、大風子油とその化学特性に関する研究に取り組んだ。大風子油は何百年もの間ハンセン病に対する最良の治療薬であり、ボールはより効果的な注射剤の開発に取り組んだ。1915年、彼女は女性として、またアフリカ系アメリカ人として初めて、カレッジ・オブ・ハワイから修士号を授与された。また、アフリカ系アメリカ人として初めて同大学の化学部で「研究化学者・講師」("research chemist and instructor") となった。

## ハンセン病治療
ハワイ大学で修士号を取得するに当たり、ボールは Piper methysticum（カヴァ）の化学構造や有効成分の研究に取り組んだ。ハリー・T・ホールマンから連絡を受けたのはこの仕事のおかげで、ホールマンは当時ハンセン病治療の研究を支える助手を探していた。
当時ハンセン病は激しく差別を受ける病気であり、治癒できる機会は事実上奪われていた。ハンセン病と診断されればハワイ諸島のモロカイ島へ移送され、そこで死ぬのを待たれるのだった。当時できた最良の治療は大風子油であり、インド亜大陸原産のガマハダダイフウシ（Hydnocarpus pentandrus; シノニム: H. wightianus）の種から抽出されるこの物質は、1300年代前半から医学的利用されてきた。しかしながらこの治療は極めて有効というわけではなく、投与手段にも様々な問題があった。有効に局所使用するには粘っこすぎ、注射剤として使うにはオイルの粘性が邪魔して、吸収される前に皮下で固まって水ぶくれを作ってしまった。これらの水ぶくれはきれいな列を成して形成されたので、「患者の肌が気泡緩衝材に置き換えられたように」("as if the patient's skin had been replaced by bubble wrap") 見えた。経口摂取させるという方法もあったが、オイルの持つ独特の味が患者に嘔吐を催させるため、効果的ではなかった。
23歳の時、ボールはオイルを体内へ注入して吸収可能にする技術を開発した。この技術はオイルからエステル化合物を分離して化学的修飾し、オイルの治療特性を維持しながら注射時に体内へ吸収される仕組みを得た化合物（注射用ハーブエキスであるヒドノカルピン酸エチル）を作るというものだった。偉大な発見をしながら、ボールは生前にこの業績を発表することはできなかった。ボールの卒論を指導していた化学者のアーサー・L・ディーン（英: Arthur L. Dean、当時の学部長、後にハワイ大学総長）は、ボールが開発した手技の詳細を事細かに把握していた。彼女の死後、ディーンは更なる実験を積み重ね、1919年までに大学の化学実験室で大量の注射可能な大風子油抽出物が生産された。ディーンは後にこの成果を発表したが、ボールが創始者だと一言も書かず、共著者に彼女の名前も載せなかった。大風子油抽出物に関するディーンの論文はいくつも出されたがボールの名前はどこにもなく、この技術は「ディーン式メソッド」("the Dean method") と呼ばれるようになった。2004年にハワイ大学で研究するポール・ワーメジャー (Paul Wermager) は、ディーンが1921年に受けた新聞のインタビューから、ディーンは抽出物の開発において前任者の研究が重要だった旨を強調していたと指摘している。しかしながら、ワーメジャーによれば、「パラダイス・オブ・ザ・パシフィック」紙 ("Paradise of the Pacific") に載ったこの記事では、ホールマンや他の同僚の名には触れつつも、ボールの名前は一切登場しなかった:174
1920年、ハワイの内科医がJAMA誌へ、ボールが調整した大風子油抽出物の注射剤を使用した後、78名の患者が健康調査委員会の許可を得て退院したことを症例報告した。「ボール式メソッド」を用いて、大風子油から見つかった脂肪酸のエチルエステルが、注射と吸収に適した化合物として準備された。完治や病気の進行を完全に止めることは望めない薬だったが、分離されたエチルエステルは、1940年代にサルファ剤が開発されるまで、ハンセン病に対して唯一使用可能で効果のある治療薬として君臨し続けた。
ボールの同僚だったホールマンは抽出物開発に対する誤認を解こうと奮闘した。彼は1922年の論文でボールの名前を載せ、この中でオイルの注射剤を作る方法を「ボール式メソッド」(the "Ball method") と記載している。ホールマンは他の場所で技術開発について議論し、関連するハンセン病治療の歩みについて報告している。ディーンは自身の業績についてボールの方法を洗練させ「高度な特異性」("advanced specific") を持つと主張していたが、ホールマンはふたりの方法を論文内で比較し、「大風子油からのエチルエステル化脂肪酸を合成するボール式メソッド」("Ball's Method of Making Ethyl Esters of the Fatty Acids of Chaulmoogra Oil") という章で、ディーンの主張を否定している。彼はディーンのメソッドについてこのように詳述している。
I cannot see that there is any improvement whatsoever over the original technic as worked out by Miss Ball. The original method will allow any physician in any asylum for lepers in the world, with a little study, to isolate and use the ethyl esters of chaulmoogra fatty acids in treating his cases, while the complicated distillation in vacuo will require very delicate, and not always obtainable, apparatus.
「ボール氏の業績と比較して、[ディーンの方法には]元々の技術からひとつも改善を見いだせない。オリジナルのメソッドのおかげで、世界中のハンセン病病院にいる医師は、ほんの少しの勉強で、大風子油脂肪酸のエチルエステル化合物を分離して利用できるが、複雑な蒸留手技は事実とは無関係に、非常に繊細で、いつでも入手できるとは限らない装置を要するのだ」
—Harry T. Hollmann、"The Fatty Acids of Chaulmoogra Oil in the Treatment of Leprosy and Other Diseases"、Archives of Dermatology and Syphilology (1922; 5: 94–101)
ホールマンの奮戦も虚しく、ボールの名前は長年にわたって科学史から忘れ去られていた。1970年代、ハワイ大学の教授だったキャスリン・タカラとスタンリー・アリ (Kathryn Takara / Stanley Ali) がボールの研究に関する記録を見つけ、彼女の業績が認知されるように努力するまで、事態は打開されなかった。

## 死去と死後の認知
ボールは1916年12月31日に24歳で死去した。彼女は研究中に体調を崩してシアトルへ戻り、二三ヶ月の闘病の後亡くなった。1917年の「パシフィック・コマーシャル・アドバタイザー」紙では、彼女の死因は実験室での指導中に曝露した塩素中毒であったことが示唆されている。第一次世界大戦がヨーロッパで勃発した直後で、攻撃に備えてガスマスクの適切な使用法を指導していた最中だったとも言われている。しかしながら彼女の本当の死因は不明なままで、実際の死亡報告書には結核が原死因と書かれている。
ボールの業績が最初に知られるようになったのは、死後6年経った1922年のことで、医学雑誌に短く取り上げられて、方法も「ボール・メソッド」(the "Ball Method") と呼ばれた。キャスリン・タカラとスタンリー・アリをはじめとしたハワイ大学の歴史学者たちの働きにより、ハワイ大学は2000年2月29日、バックマン・ホール (Bachman Hall) 裏に唯一生えるガマハダダイフウシのそばに、彼女を讃える銘板を設置した。同日、前ハワイ州副知事メイジー・ヒロノが、2月29日を「アリス・ボールの日」("Alice Ball Day") と宣言し、4年ごとに記念祭が行われている。2007年には大学職員会 (the University Board of Regents) がボールを讃えて、大学最高位の名誉であるメダル・オブ・ディスティンクション (a Medal of Distinction) を贈与した。2016年3月、「ハワイ・マガジン」("Hawai'i Magazine") はハワイ史において最も影響力があった女性の一覧にボールを選出した。2018年には、シアトル・グリーンウッド近郊に新しく作られた公園の名前がボールに因んで名付けられた。2019年にはロンドン大学衛生熱帯医学大学院が、科学とグローバルヘルスに関する研究への貢献を認め、フローレンス・ナイチンゲールやマリー・キュリーの名前と共に、ボールの名前をメインの講義棟のフリーズ (frieze) の頂点へ刻んだ。2020年2月には短編映画 "The Ball Method" がパンアフリカン映画祭でお披露目された。ハワイ大学の学生は、元総長だったディーンの不適切な行動を解決すべきか活動し、ディーン・ホールの名前をボールの名前に改称すべきではという意見も出た。2020年11月6日には、ボールの名前を冠した人工衛星（ÑuSat 9または「アリス」"Alice"、COSPAR 2020-079A）が打ち上げられた。
2022年2月28日、ハワイ州知事のデービッド・イゲは、ハワイ州で2月28日を「アリス・オーガスタ・ボール・デイ」("Alice Augusta Ball Day") とする宣言書にサインし、同日ハワイ大学マノア校で特別式典が開かれることになった。この式典は彼女の業績を讃え、バックマン・ホールの隣にあるガマハダダイフウシの木陰で開かれた。彼女を偲び銅板の銘板が設置された。知事夫人であるドーン・イゲ、大学総長であるデイヴィッド・ラスナーなど、100名以上が式典に参加した。